# 许昌文庙
34°01′40″N 113°49′18″E / 34.02778°N 113.82167°E
许昌文庙位于中国河南省许昌市魏都区文庙前街南大街75号，与春秋楼毗邻，2000年被列为河南省文物保护单位，2019年10月7日被公布为第八批全国重点文物保护单位。
许昌文庙始建于唐代，最初庙址在许昌城东南角，后几经重建，至清道光年间，许昌文庙形成现有格局。现存影壁、泮池、大成门、大成殿等建筑。
- 影壁
- 泮池
- 大成门
- 大成门
- 大成殿
- 大成殿
- 大成殿丹墀
- 大成殿
- 大成殿
- 大成殿
- 大成殿内部
- 大成殿内部